# Biểu tình Tây Ban Nha 2011
Biểu tình Tây Ban Nha 2011, cũng gọi là Phong trào 15-M hoặc Cách mạng Tây Ban Nha, là một loạt các cuộc biểu tình, tuần hành, chiếm đóng ở Tây Ban Nha  được kêu gọi thông qua các tổ chức xã hội như Democracia Real Ya  và Youth Without a Future cùng với sự liên kết với 200 hiệp hội nhỏ hơn khác. Cuộc biểu tình bắt đầu ngày 15 tháng 5 với lời kêu gọi ban đầu ở 58 thành phố Tây Ban Nha và việc chiếm đóng quảng trường Puerta del Sol ở Madrid của giới trẻ Tây Ban Nha vốn đang thất vọng về tình trạng thất nghiệp trong thanh niên lên tới  43.5% .Những người biểu tình bất bình về chính sách kinh tế thắt lưng buộc bụng của chính phủ đã chiếm khu vực Puerta del Sol .Ủy ban Bầu cử Tây Ban Nha ra lệnh cho những người biểu tình phải rời đi trước cuộc bầu cử địa phương ngày 22 tháng 5. Tuy nhiên khi thời hạn của lệnh cấm này có hiệu lực vào lúc nửa đêm thì đã không có động thái can thiệp của cảnh sát. Theo đài RVTE, có khoảng 6,5 đến 8 triệu người Tây Ban Nha đã tham gia các cuộc biểu tình này.